# 夏普斯步槍
夏普斯步槍（Sharps Rifles）是由克里斯汀·夏普斯於1848年設計的一系列大口徑後膛步槍，以在遠距離射擊時保持著優秀的精度而聞名。從1874年起這款步槍開始提供多種口徑，並曾經獲得為數不少的國家所採用。這款步槍是少數地成功由紙殼彈過渡為金屬定裝彈的例子之一。
夏普斯步槍也是美國舊西部時期的象徵性武器之一，並參與過南北戰爭和印第安戰爭。因此它們在西部電影和作品中廣泛地出現。基於其流行性，許多槍廠都已推出其現代重製版。

## 發展沿革
克里斯汀·夏普斯在1849年就造出他的第一把後膛槍，1850年開始向美國陸、海軍推銷。在南北戰爭中，美國第一和第二射手團（Sharpshooters），使用的就是夏普斯M1859式步槍改進版。 起初決定採用夏普斯M1859式，但軍械部不同意，理由是使用後膛槍會把士兵們慣壞的。實際原因是一把夏普斯步槍要35美元，而斯普林菲爾德前膛槍只要12美元。伯丹上校只好走關係找到林肯總統，總統命令軍械部購買2千支夏普斯裝備兩個射手團。內戰期間幾乎全部使用斯普林菲爾德前膛槍，就是價格高昂，不能人手一支。雖然夏普斯槍配合金屬定裝彈出現，推出新槍或舊槍改造可用金屬定裝彈，銷售數量不如溫徹斯特步槍，愛用者多是偏好精準射擊或獵殺大型動物者的需求。
夏普斯槍是前金屬彈殼時期最好的槍之一，安全可靠，易於維護，精度高威力大。

## 設計

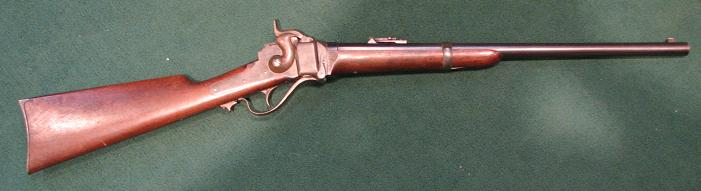
夏普斯 1863卡賓槍，口徑.50-70

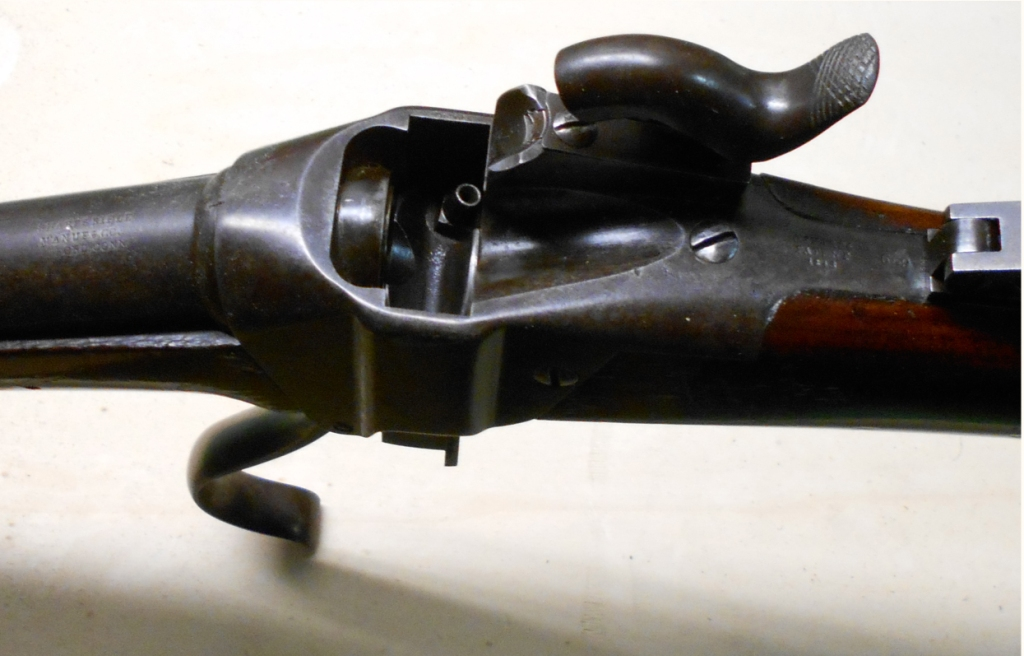
夏普斯 1852豎楔式閉鎖閂槍機預備裝彈外觀

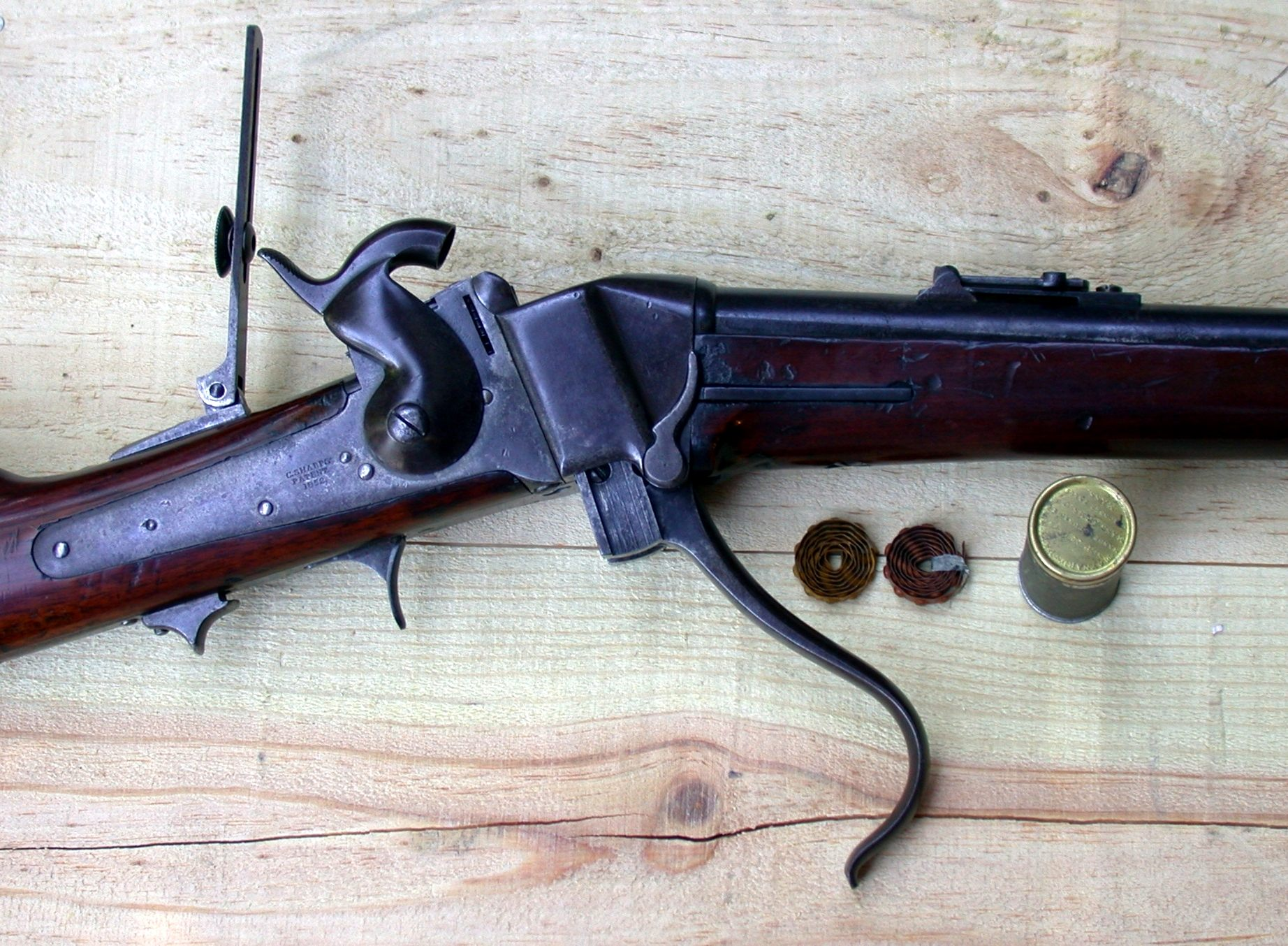
夏普斯 1852 由左至右，豎立式表尺、鳥嘴鉤撞擊錘、火帽座、金屬護圈及豎楔式閉鎖槍機、固定式表尺、連結插銷，下方兩捆捲曲物是雷汞火帽

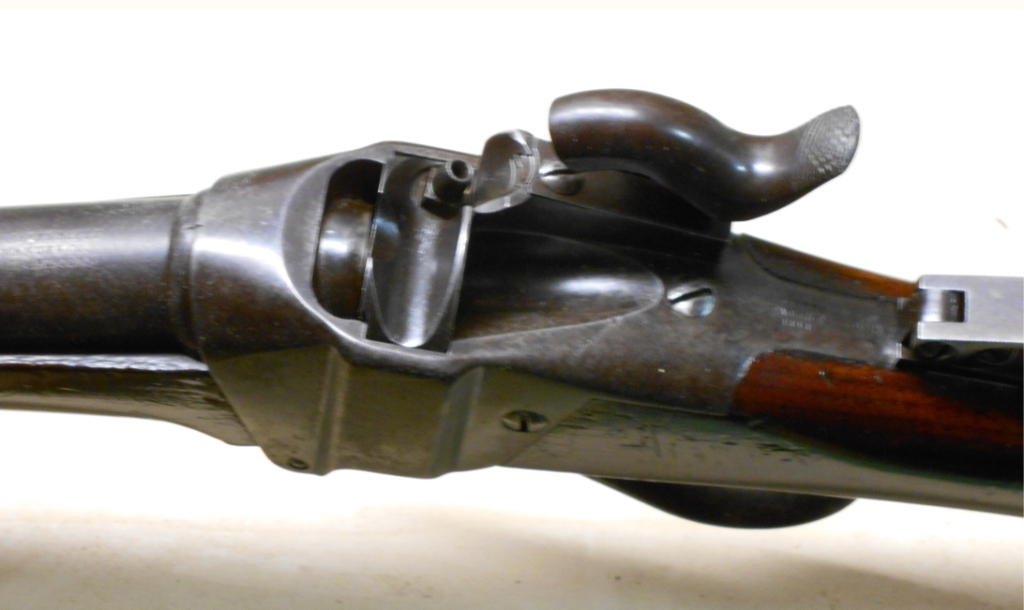
夏普斯 1852豎楔式閉鎖閂槍機已裝彈時外觀

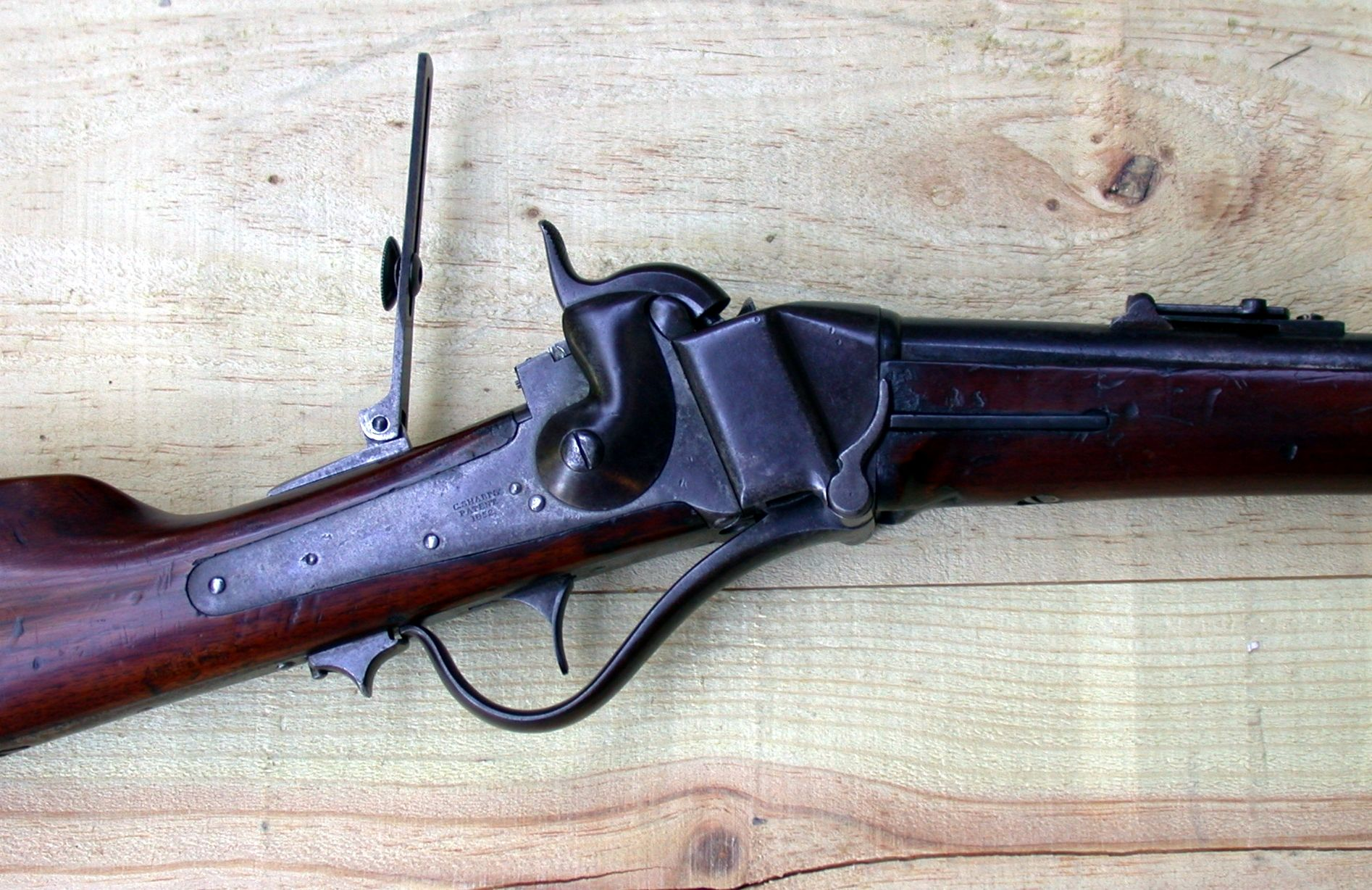
夏普斯 1852已裝彈外觀

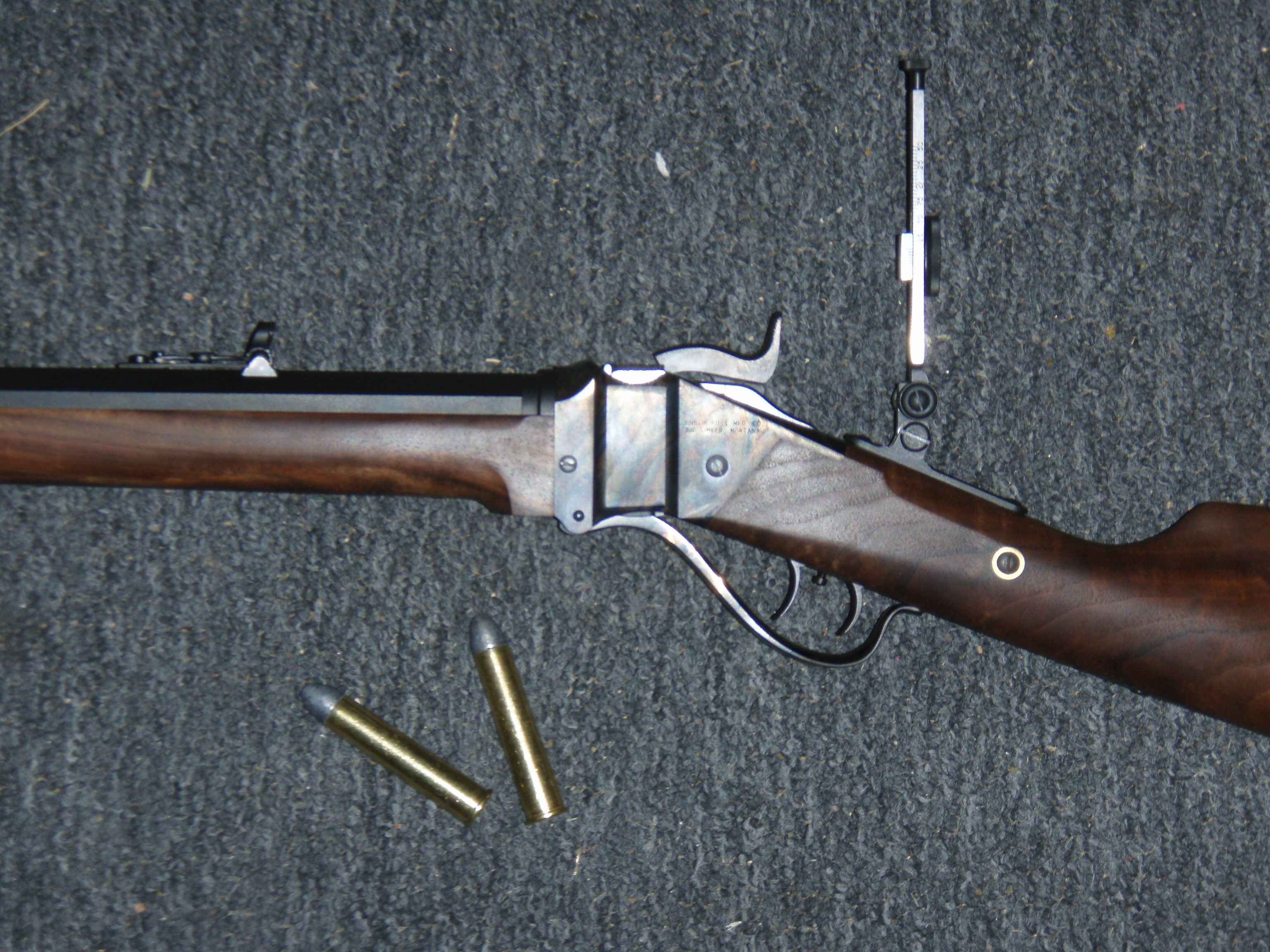
夏普斯步槍 口徑.50-90 金屬彈殼定裝彈

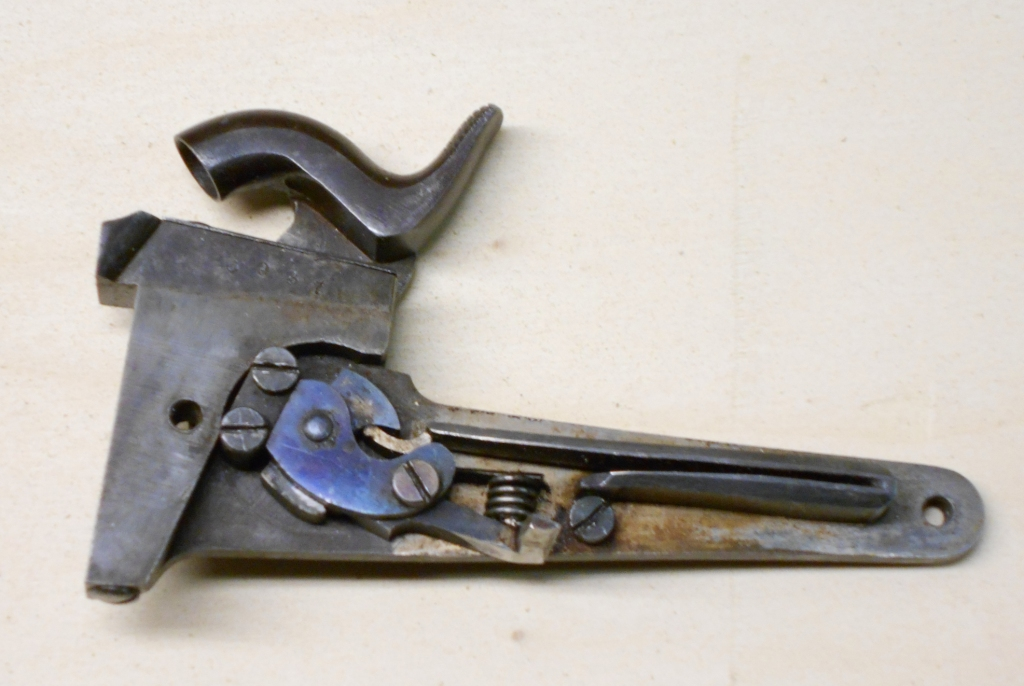
夏普斯步槍鳥嘴鉤撞擊錘、火帽座構造圖

### 槍
夏普斯以槍管長度分類大致兩種：22英吋以下的卡賓槍（騎兵槍），28到34英寸的步槍（狙擊或狩獵用），槍管護木從下方托著槍管的一半長度，以現代槍廠復刻版夏普斯 1874 .45-70口徑 步槍（1874 Billy's Sharps 32"）為例：具有膛線八角形槍管（也有圓形槍管）、後膛裝彈、亞麻布或紙殼定裝黑火藥鉛彈頭、豎楔式閉鎖閂槍機（或譯作槍機下降式）、鳥嘴鈎撞擊錘、火帽擊發、準星、表尺（通常在槍膛藥室前上方有固定表尺，槍托靠腮處豎立式可調表尺）。豎楔式閉鎖閂槍機運作原理類似火炮的滑栓閉鎖原理，豎楔式閉鎖閂槍機是方塊狀沿着容納艙壁上的凹槽垂直上下滑動豎楔式閉鎖閂。槍的扳機護圈和閉鎖閂槍機是連動的，當射手向下拉開扳機下方的金屬護圈時，槍機也同時下滑，這時膛室就露出來，子彈是預先裝好火藥、鉛彈頭紙殼彈。填裝後，往上拉金屬護圈，槍機上升，閉鎖閂滑塊上設計有鋒利的半圓形切面，可以在閉鎖時，順便切開紙殼彈的尾部，從而露出黑火藥，這就省卻以往前膛槍裝彈時，射手用牙齒咬開子彈藥包的步驟。微微拉開鳥嘴鈎撞擊錘填裝雷汞火帽，再拉開擊錘呈待發狀態，扣下板機擊發，引爆火帽然後引燃膛室紙殼彈中的黑火藥（裝有9公克黑火藥）。要再次射擊，下拉板機護圈露出槍膛藥室，呼氣吹走子彈殘渣，目視檢查膛室內無異物殘留，再次裝填步驟同前。這款槍結構簡單，槍機只有三個部件：閉鎖閂、閉氣圈、連結插銷，非常容易清洗，不用任何工具就能拆解。

### 彈藥
子彈可以機械加工製造或手工製造，手工製造方式：比如要做.50-70紙殼彈，先加工一段木棒圓徑約為子彈口徑略小1公釐不等，視紙張、亞麻布厚度而定，木棒長度約大於3.5英吋加一英吋長度封口用（長度算法口徑0.5英吋乘以倍徑70加一英寸）。將圓頭柱狀前彈頭放在木棒一端，用紙捲動包覆彈頭的一半處或4分之三長度處到木棒另一端，用膠水黏合，取出木棒。從黑火藥壺取出約9公克火藥倒入量具杯（通常做成裝藥壺的瓶蓋，黑火藥過多能增加射程但容易炸膛），輕搖晃均勻，然後封口。夏普斯槍用子彈可手工自製或買半成品自己加工（鉛彈頭，子彈殼用紙或亞麻布，黑火藥），因此種類繁多，以往的.50-70、.52、.54 口徑子彈因火力溢出，射擊後座力強，現今罕有使用。

## 規格
夏普斯 1874 騎兵卡賓槍 22英吋槍管（Sharps 1874 Cavalry Carbine 22"） 
- 口徑：.45-70
- 膛線數：6（八角形槍管或圓形槍管）
- 膛線長度：460 mm（18英寸）
- 槍管長度：560 mm（22英寸）
- 槍身長度：995 mm（39.2英寸）
- 重量：3.7（8.2磅）
- 彈藥：亞麻布或紙質彈殼定裝黑火藥鉛彈頭（後期改良型出現金屬彈殼定裝彈）
- 有效射程：500公尺（鐵製表尺射擊）
- 最大射程：940公尺（使用瞄準鏡 ）
- 閉鎖系統：豎楔式閉鎖閂
- 擊發系統：雷汞火帽擊發（Cap lock）
- 射速：每分鐘8-10發

## 使用國
- 美国
- 大清[來源請求]